# Macuma
Macuma ist eine Ortschaft und eine Parroquia rural („ländliches Kirchspiel“) im Kanton Taisha der ecuadorianischen Provinz Morona Santiago. Die Parroquia besitzt eine Fläche von 953,24 km². Beim Zensus 2010 wurden 3885 Einwohner gezählt. Etwa 96 Prozent der Bevölkerung sind Angehörige der indigenen Volksgruppe der Shuar.

## Lage
Die Parroquia Macuma liegt am Rande des Amazonasbeckens. Der Río Pastaza fließt entlang der nördlichen Verwaltungsgrenze in Richtung Ostsüdost. Er entwässert dabei knapp 24 Prozent der Fläche der Parroquia. Ein subandiner Höhenzug verläuft entlang der westlichen Verwaltungsgrenze. Das Gebiet wird von den Flüssen Río Macuma und Río Cangaime in südöstlicher bzw. südlicher Richtung durchquert. Die beiden Flüsse gehören zum Einzugsgebiet des Río Morona und entwässern die restlichen 76 Prozent des Verwaltungsgebietes. Der etwa 600 m hoch gelegene Hauptort Macuma befindet sich am Río Macuma 34 km nordwestlich vom Kantonshauptort Taisha sowie 50 km ostnordöstlich der Provinzhauptstadt Macas. Eine Nebenstraße führt von der Fernstraße E45 (Macas–Puyo) über Cuchaentza nach Macuma und weiter nach Taisha. In Macuma befindet sich ein Flugplatz.
Die Parroquia Macuma grenzt im Norden an die Provinz Pastaza mit der Parroquia Simón Bolívar (Kanton Pastaza), im Südosten und im Süden an die Parroquia Taisha, im äußersten Südwesten an die Parroquia Sevilla Don Bosco (Kanton Morona), im Westen an die Parroquia Cuchaentza sowie im äußersten Nordwesten an die Parroquia Chiguaza (Kanton Huamboya).

## Geschichte
Die Parroquia Macuma wurde am 19. August 1925 (Registro Oficial N° 33) erstmals gegründet. Schon 3 Jahre später wurde die Parroquia von Macas wieder aufgehoben. Im Jahr 1972 wurde die Parroquia erneut eingerichtet. Sie war anfangs Teil des Kantons Morona. Am 28. Juni 1996 wurde die Parroquia Teil des neu geschaffenen Kantons Taisha.